# Ferrería/Arena Ciudad de México (estación)
Ferrería/Arena Ciudad de México es una de las estaciones que forman parte del Metro de la Ciudad de México, perteneciente a la Línea 6. Se ubica al norte de la Ciudad de México, en la alcaldía Azcapotzalco.

## Información general
El nombre de la estación proviene de la antigua Hacienda Ferrería que se encontraba en la zona y a partir del 29 de noviembre de 2012 se le añadió el nombre "Arena Ciudad de México" por su cercanía a este complejo de espectáculos.[cita requerida] El ícono también fue modificado y ahora representa la Arena Ciudad de México en su persectiva isométrica.[cita requerida] Esta estación antes se llamaba solamente Ferrería y su símbolo era una cabeza de res, ya que en esta zona existía el antiguo rastro de Ferrería para atender el abasto de carne y sus derivados en la Ciudad de México.
A partir de 2008, esta estación tiene conectividad directa con el sistema del Tren Suburbano, accediendo desde el metro a la estación Fortuna de dicho sistema, que comunica el centro de la Ciudad de México con el Estado de México. 

## Afluencia
La afluencia en 2014 fue de:
- Total: 7,238,166
- Promedio diario: 19,831
- Máxima: 35,575
- Mínima: 4,756

Así se ha visto la afluencia de la estación en los últimos 10 años:
| Afluencia Anual de Pasajeros (Línea 6) | Afluencia Anual de Pasajeros (Línea 6) | Afluencia Anual de Pasajeros (Línea 6) | Afluencia Anual de Pasajeros (Línea 6) | Afluencia Anual de Pasajeros (Línea 6) | Afluencia Anual de Pasajeros (Línea 6) |
| -------------------------------------- | -------------------------------------- | -------------------------------------- | -------------------------------------- | -------------------------------------- | -------------------------------------- |
| Año                                    | Afluencia                              | A Diario                               | Ranking Anual                          | Aumento%                               | Ref.                                   |
| 2023                                   | 6,941,376                              | 19,017                                 | 60°/195                                | +17.58%                                | [ 3 ]                                  |
| 2022                                   | 5,903,428                              | 16,173                                 | 66°/195                                | +67.50%                                | [ 4 ]                                  |
| 2021                                   | 3,524,534                              | 9,656                                  | 88°/195                                | -16.54%                                | [ 5 ]                                  |
| 2020                                   | 4,222,934                              | 11,538                                 | 86°/195                                | -51.35%                                | [ 6 ]                                  |
| 2019                                   | 8,679,563                              | 23,779                                 | 59°/195                                | -0.67%                                 | [ 7 ]                                  |
| 2018                                   | 8,738,309                              | 29,940                                 | 61/195                                 | +5.28%                                 | [ 8 ]                                  |
| 2017                                   | 8,299,914                              | 22,739                                 | 67°/195                                | -3.98%                                 | [ 9 ]                                  |
| 2016                                   | 8,644,085                              | 23,617                                 | 68°/195                                | -1.69%                                 | [ 10 ]                                 |
| 2015                                   | 8,792,855                              | 24,090                                 | 64°/195                                | +12.10%                                | [ 11 ]                                 |
| 2014                                   | 7,843,776                              | 21,489                                 | 81°/195                                | -3.36%                                 | [ 12 ]                                 |

## Conectividad

### Salidas
- Norte: Eje 4 Norte Calzada Azcapotzalco-La Villa y Avenida de las Granjas, Pueblo de Santa Catarina.
- Sur: Eje 4 Norte Calzada Azcapotzalco-La Villa y Avenida de las Granjas, Colonia Santo Tomás.
- La estación Fortuna del Sistema 1 del Ferrocarril Suburbano del Valle de México tiene comunicación con esta estación por medio de un túnel.[13]

### Conexiones
Existen conexiones con las estaciones y paradas de diversos sistemas de transporte:
- Algunas rutas de la Red de Transporte de Pasajeros.
- La estación cuenta con un CETRAM.
- La estación se localiza junto al sistema 1 del Tren Suburbano.

Microbuses y autobuses concesionados 
- Ruta 3: Metro Politécnico - Metro Normal, Tecnoparque - Metro Normal, Central Camionera - Metro Normal
- Ruta 106: Metro Politécnico - Azcapotzalco y Exhacienda - Metro Normal

## Sitios de interés
- Arena Ciudad de México